# Rohrbrunn (Weibersbrunn)
Rohrbrunn  ist ein Gemeindeteil der Gemeinde Weibersbrunn im unterfränkischen Landkreis Aschaffenburg in Bayern.

## Geschichte und Geografie
Das Dorf, eine Ansiedlung um die Autobahnraststätte Spessart, geht zurück auf einen Weiler, der am 7. Mai 1339 erstmalig urkundlich erwähnt wurde und bis gegen Ende des 19. Jahrhunderts lediglich aus drei Anwesen bestand, nämlich aus dem bereits 1784 vorhanden gewesenen Amtsgebäude eines Revierjägers, einem bereits 1812 vorhanden gewesenen Forsthaus, einem 1832 errichteten Parktorhaus namens Diana und einem Gasthof mit Fremdenzimmern, der nach ihrem Besitzer Uzuber benannten Uzuberei, später Gasthaus Hochspessart. Alle diese Gebäude wurden 1959 für den Bau der Autobahn abgebrochen. Heute ist Rohrbrunn eine Weibersbrunner Enklave im gemeindefreien Gebiet Rohrbrunner Forst auf einer Waldlichtung, etwa 4,5 km südöstlich von Weibersbrunn an der Autobahn Bundesautobahn 3.
Größere Bekanntheit erlangte Rohrbrunn durch das ehemalige Gasthaus Hochspessart als dem angenommenen Schauplatz der Erzählung Das Wirtshaus im Spessart von Wilhelm Hauff und der gleichnamigen Verfilmung u. a. mit Liselotte Pulver und Wolfgang Neuss. Weiterhin befindet sich hier das 1889 in Holzfachwerk errichtete Jagdschloss Luitpoldhöhe, ein ehemaliger Jagdsitz des Prinzregenten Luitpold von Bayern. Hier residierte der Prinz noch als rauschebärtiger Greis bei seinen Jagdaufenthalten zwischen 1886 und 1911. Etwas abseits befindet sich eine der ältesten Buchen Deutschlands; ihr Alter wird auf mehr als 800 Jahre geschätzt.
Der größte Teil der Lichtung wird heute von der Autobahnraststätte Spessart eingenommen. Dort befindet sich auch die Anschlussstelle Rohrbrunn (AS 64), die zum Schweinfurter Kreuz führt, einem Flurdenkmal an der Straßenkreuzung der Staatsstraßen 2312 und 2317.